# Kannusrivier
Kannusrivier (Zweeds – Fins: Kannusjoki) is een rivier, die stroomt in de Zweedse  gemeente Övertorneå. De rivier voedt en ontwatert het Kannusmeer en stroomt naar het oosten. Zij stroomt na 11720 meter in het Soukolomeer.
Afwatering: Kannusrivier → Soukolorivier →  Torne → Botnische Golf